# Alone (岡本真夜單曲)
《Alone》是日本女歌手岡本真夜的第3張單曲，于1996年发行。

## 収录曲
1. Alone (5:38)
  - 作詞、作曲：岡本真夜　編曲：十川知司（日语：十川ともじ）
2. (3:28)
  - 作詞、作曲：岡本真夜　編曲：十川知司

大塚饮料「MATCH」电视广告歌曲
3. Alone（Karaoke） (5:38)
4. （Karaoke） (3:28)

## 翻唱
- 倖田來未 - 收錄於專輯『Color The Cover』（2013年2月27日）。
- 井上昌己（日语：井上昌己 (歌手)） - 收錄於專輯『回想録〜Calling 90's〜』（2013年3月13日）。
- Tiara - 收錄於專輯『Girl～Tiara Love Song Covers～』（2014年2月12日）。
- Ms.OOJA - 收錄於專輯『WOMAN 2 ～Love Song Covers～』（2014年11月26日）。